# Dirac (Frankrijk)
Dirac is een gemeente in het Franse departement Charente (regio Nouvelle-Aquitaine). De gemeente telde 1.509 inwoners op 1 januari 2022.

## Geografie
De oppervlakte van Dirac bedroeg op 1 januari 2022 29,29 vierkante kilometer; de bevolkingsdichtheid was toen 51,5 inwoners per km².
De Anguienne vormt de noordelijke grens van de gemeente. De vallei van deze rivier is een Natura 2000-site.
De onderstaande kaart toont de ligging van Dirac met de belangrijkste infrastructuur en aangrenzende gemeenten.

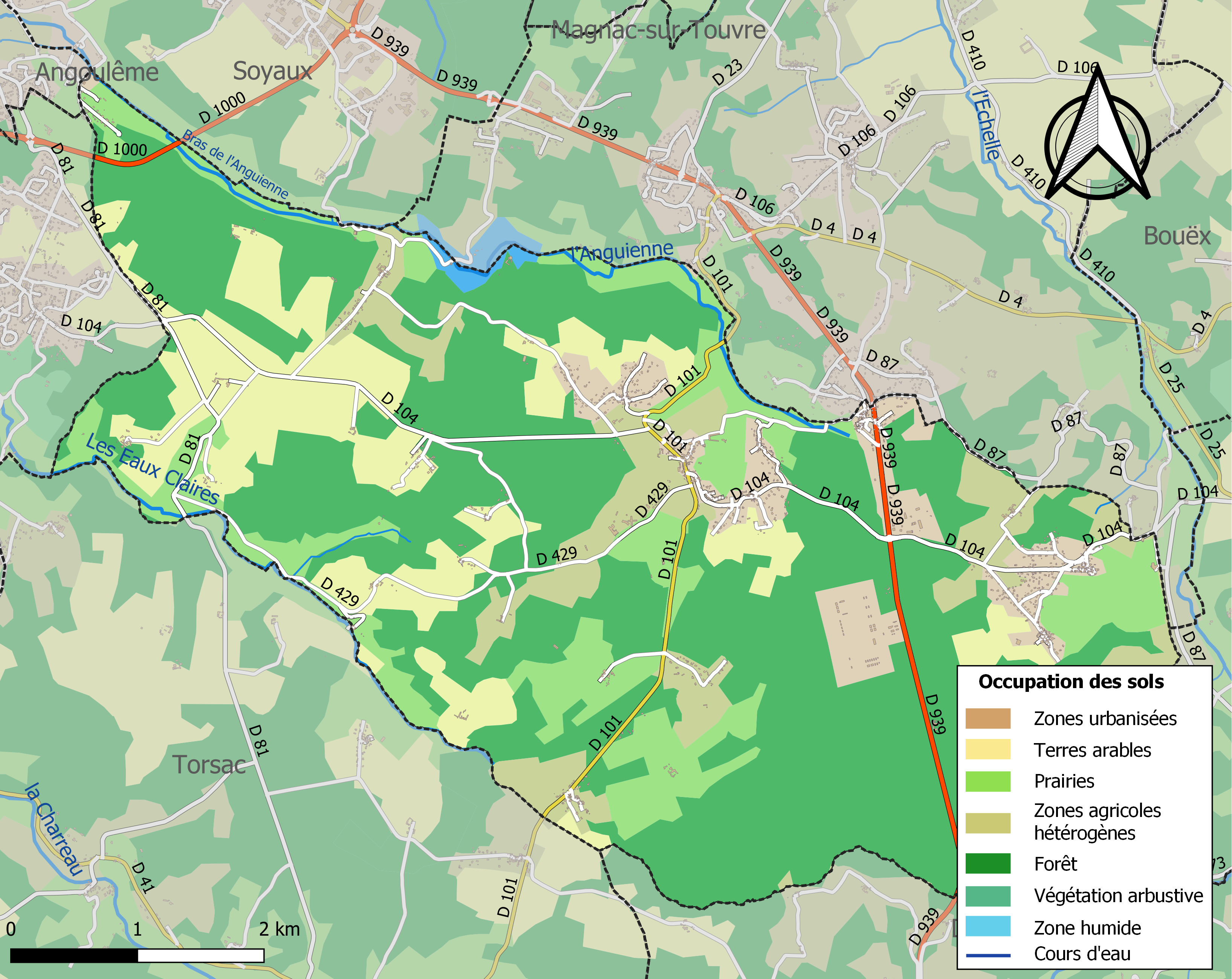

## Demografie
Onderstaande figuur toont het verloop van het inwonertal (bron: INSEE-tellingen).